# Stacanovisti Vol.3 – Il mixtape
Stacanovisti Vol.3 – Il mixtape è il terzo mixtape del gruppi musicali italiani Microphones Killarz e Original T-Roonz, pubblicato nel 2006.

## Descrizione
Il mixtape è stato pubblicato sul sito del crew FoggiaStreet e anticipava il secondo album in studio del gruppo, No Sense.

## Tracce
1. Microphones Killarz – Ripassa Domani (Intro)
2. Original T-Roonz & Toto Nasty – Nuove Facce
3. MecNamara, Jok, Lustro – Unbelivable
4. Mano & MecNamara – Vorrei
5. Microphones Killarz – Pull Up! (feat. Jack the Smoker, Kuno, Original T-Roonz)
6. Jok MC – Io Non Mi Trovo
7. ElDoMiNo & MecNamara – Fuga Dal Mondo
8. Lustro – L'Altro Me Stesso
9. Jok & Toto Nasty – Drive Slow
10. MecNamara – Il Mercato dei Sentimenti
11. Jok MC – Freestyle
12. MecNamara & Jok – Batnam & Rokin
13. Toto Nasty – ???
14. Jok & DJ Dust – Lass'm Sta
15. Joe Kiesa – Nelle Strade della Tua Città
16. Microphones Killarz – Killa Coop Army (TempoXso RMX)
17. Microphones Killarz – Tra I Fari Della Mia Città (Beatman RMX)
18. Microphones Killarz – Senza Maschera (feat. Kuno)
19. Microphones Killarz – Il Suono Di Un Respiro (Waxxone RMX)
20. Microphones Killarz – U Are D1 (DJ Dust RMX) (feat. Havana Clab)
21. Microphones Killarz – Non Tornerà (feat. Fab)
22. Namara & Nasty – Barbecue
23. MecNamara – Chilometri (Riddim RMX)
24. Microphones Killarz – Delirio Sul Foglio